# مهر ملکونیان
مهِر سیمونی ملکونیان (ارمنی: Մհեր Սիմոնի Մելքոնյան؛  زادهٔ ۱۸ سپتامبر ۱۹۲۰ - درگذشته ۲۰ ژوئیهٔ ۱۹۹۶) دام‌پزشک، سیاستمدار اهل ارمنستان بود.

## زندگی‌نامه
وی در ۱ اکتبر [سبک قدیمی: ۱۸ سپتامبر] ۱۹۲۰ در متس پارنی به دنیا آمد و از انستیتو دام‌پروری و دام‌پزشکی ایروان (۱۹۴۲) فارغ‌التحصیل گشت. وی عضو شورای عالی ارمنستان شوروی نیز بود. وی در حزب کمونیست ارمنستان (اتحاد شوروی) وزارت کشاورزی ارمنستان فعالیت می‌کرد. وی همچنین برندهٔ جوایزی همچون نشان لنین، نشان پرچم سرخ کار و نشان ستاره سرخ شده است. وی در ۲۰ ژوئیهٔ ۱۹۹۶ در سن ۷۶ سالگی در ایروان درگذشت.

## یادداشت
1. ↑  տնտեսագիտության դոկտոր
2. ↑  ՀԽՍՀ Գերագույն խորհուրդ